# Milasa
Milasa  (Mylassa o Mylasa, greco Μύλασσα, o Μύλασα) è una città ionica della Caria, in Asia minore.
Era situata in una fertile pianura nella parte occidentale della Caria, ai piedi di una montagna ricca di marmo bianco, con cui furono costruiti templi (i principali sono quelli di Zeus Osogo e Zeus Labrandenus) e alcuni edifici.

## Storia
Sorta su un insediamento miceneo nel 1500 a.C. circa, ebbe grande importanza agli inizi del quarto secolo a.C. come sede del satrapo Ecatomno, finché nel 366 a.C. la capitale della Caria fu trasferita da Mausolo a Alicarnasso. Conquistata da Alessandro Magno e in seguito soggetta a tiranni locali e ai Seleucidi nel 188 fu dichiarata dai romani città libera.
Nel 188 a.C., dopo la guerra con Antioco III il Grande, i Romani la dichiararono città libera perché poco prima aveva rifiutato l'aiuto ai re macedoni Filippo V di Macedonia e Demetrio Poliorcete. Ben presto scoppiò una guerra con i vicini Euromi e Milasa vinse e conquistò alcune città dei suoi nemici, ma poi dovette sottomettersi a Rodi. Nel 129 entrò a far parte della provincia romana dell'Asia, contemporaneamente a Rodi.
Ai tempi di Strabone vi risiedevano due famosi oratori, Eutidemo e Hibreas. Quest'ultimo si scontrò con Quinto Labieno e dovette fuggire a Rodi; Labieno marciò con un esercito contro Milasa e la città fu gravemente distrutta, ma fu poi ricostruita.
Presso le sue rovine sorge l'odierna cittadina turca di Milas, nella provincia di Muğla, capoluogo dell'omonimo distretto. Fuori dall'abitato si trova un mausoleo, forse del I secolo a.C..
In epoca romana e bizantina fu sede di una diocesi.